# Бременские клутены

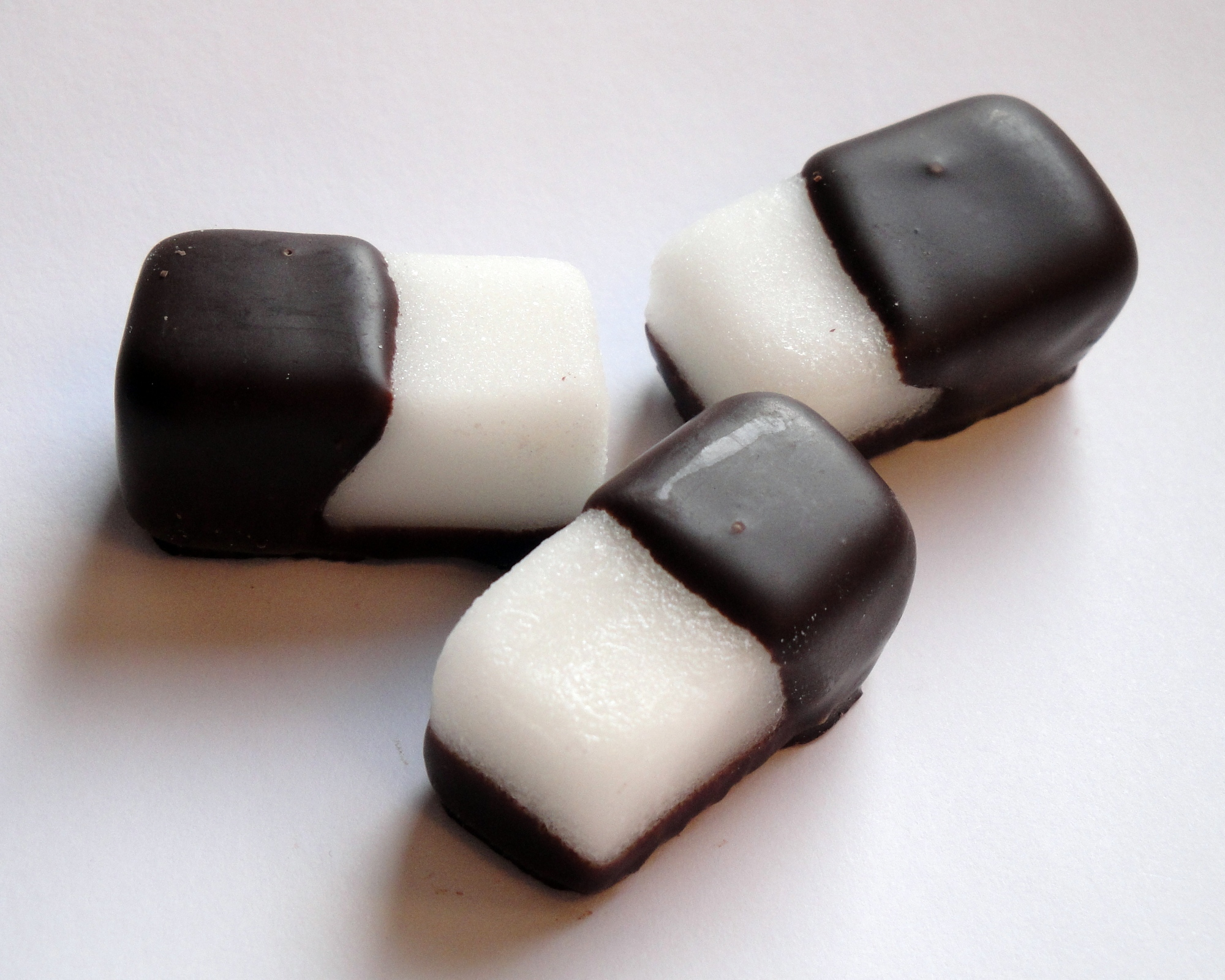
Бременские клутены

Бременские клу́тены (нем. Bremer Kluten — букв. «бременские комочки») — немецкие мятные конфеты-помадки, облитые наполовину шоколадной глазурью, специалитет ганзейского города Бремена.

## Описание
Бременские клутены  — традиционные сладости на бременском Фраймаркте и рождественском базаре наряду с сахарной ватой, пряниками, баббелерами и «любовными яблоками» в красной сахарной глазури. Появились в 1865 году и стали популярным гостинцем из Бремена.
Клутены имеют прямоугольную форму размером в два кусочка сахара-рафинада, три сантиметра в длину и слегка похожи на доминоштайны. Вкус сочетает мяту и горький шоколад. Помадки из сахара, глюкозного сиропа и инвертного сахара имеют достаточно мягкую консистенцию, которая тем не менее держит форму, и хорошо переносят транспортировку и длительное хранение.